# جايان خاشاتوريان
جايان خاشاتوريان (بالأرمنية: Գայանե Խաչատրյան) (9 مايو 1942 - 1 مايو 2009)، رسامة جورجية-أرمينية وفنانة تصويرية.

## السيرة الذاتية
ولدت جايان خاشاتوريان وسط أسرة أرمينية في تبليسي، عاصمة جورجيا، درست الفن بمدرسة نيكولادزي للفنون. حتى أصبحت تشارك بجدية في المسرح الفني بعد تخرجها من المدرسة الثانوية لعمل الشباب في 1960. قابلت سيرجي باراجانوف في 1967 بمنزل إيليني أكفليدياني وأقاما كلاهما علاقة صداقة قوية حتى وفاته. عُرضت بعض من أعمالها بشكل دائم في متحف يريفان للفنون الحديثة، معرض أرمينيا الوطني، متحف سيرجي باراجانوف في يريفان بالإضافة إلى عدد من المجموعات الخاصة، متضمنين هؤلاء التي أمتلكها أرتاتشيس أليكسانيان وفاليري خانوكاييف، وباجرات نيكوجوسيان. عندما كانت على قيد الحياة، أصبح استوديوها الصغير منطقة جذب سياحي بشارع باكينسكايا. طبقا لناقد الفنون الروسي فيتالي باتسكوف، "خاتشاتوريان من بين هؤلاء الرواد للوعي الفني الجديد الذي يستلهمون تركيزهم على كافة الجوانب الظاهرية الأوروبية 'المشهد الحقيقي'والحس الجوهري والحرية الفطرية للإيماء اللين.

## المعارض
- 1970 ــ معرض جورجيا الوطني، تبليسي، معرض جماعي
- 1971 ــ دار الرسامين، يريفان، معرض فردي
- 1972 ــ دار الفنانين، تم تسميته بعد ذلك بـ أ.كهورافاني
- 1978 ــ متحف كالوست كولبنكيان، البرتغال، لشبونة
- 1979 ــ تأسيس كالوست كولبنكيان، باريس ـ ليون ـ مارسيلي
- 1979 ــ تاسيس كالوست كولبنكيان، بيروت
- 1987 ــ «الأيام الثقافية الأرمينية»، البندقية
- 1995 ــ الفن أرمينيا المعاصر، "باريس ـ ميتز ـ بواتيية ـ بونتيفي، معرض فردي
- 1995 ــ «مسارات أرمينيا»، قصر الشباب، باريس
- 1996 ــ معرض أرمينا الوطني، يريفيان، معرض جماعي لفناني جورجيا وأرمينيا
- 2001 ــ «أنا غايان من تلفيس»، معرض دار ناششوكين، موسكو
- 2009 ــ «فن الرسم ـ فيلم» مع أندري تاركوفسكي وسيرجي باراجانوف
- 2009 ــ الجناح الأرميني، معرض بينالي البندقية الدولي الثالث والخمسون للفنون
- 2010 ــ في زكري جايان خاشاتوريان، معرض أرمينيا الوطني، يريفان

## الوفاة
توفيت جايان خاشاتوريان في الأوّل من مايو 2009، ودُفنت في خوجيفانك بانثيون في تبليسي.